# مارتین وونک
مارتین وونک (انگلیسی: Martin Vunk؛ زادهٔ ۲۱ اوت ۱۹۸۴) بازیکن فوتبال اهل استونی است.
از باشگاه‌هایی که در آن بازی کرده‌است می‌توان به باشگاه فوتبال سیلامائه کالو، باشگاه فوتبال کورساره، باشگاه فوتبال فلورا تالین، باشگاه فوتبال نومه کالیو و باشگاه فوتبال نئا سالامیس فاماگوستا اشاره کرد.
وی همچنین در تیم‌های ملی فوتبال زیر ۲۱ سال استونی و استونی بازی کرده‌است.